# Мельников, Александр Григорьевич
Алекса́ндр Григо́рьевич Ме́льников (20 октября 1930, г. Орехово-Зуево Московской области, РСФСР, СССР — 25 декабря 2011, Москва, Российская Федерация) — советский и российский государственный и политический деятель. Член ЦК КПСС в 1986–1990. Один из руководителей КП РСФСР в 1990–1993 и СКП-КПСС в 1993–2011.

## Биография
Родился в семье служащих. Русский. После окончания средней школы в 1948–1953 годах учился в Московском инженерно-строительном институте имени В. В. Куйбышева, получил диплом 'инженера-строителя (специальность: «промышленное и гражданское строительство», ПГС).
По распределению был направлен на работу в Сибирь, начал работать инженером в закрытом городе атомного проекта СССР – под Томском (тогда это был «Объект Почтовый ящик № 5, Пятый почтовый)». В 1953—1955 годах работал здесь инженером-куратором управления капитального строительства комбината. Ныне — СХК, Северск.
С 1955 по 1959 годы работал инструктором политотдела по комсомольской работе, секретарём комитета ВЛКСМ политотдела северской воинской части № 58151, заведующим организационно-инструкторским отделом, вторым секретарём горкома комсомола города Томск-7 (ныне Северск). В 1957 году получил второе высшее, гуманитарное образование, — окончил Вечерний Университет марксизма-ленинизма (УМЛ) при горкоме КПСС города Томск-7. В 1957 году вступил в КПСС.
В 1959—1963 годах работал инструктором, затем заведующим отделом строительства и городского хозяйства горкома КПСС города Томск-7.
В 1963—1966 годах был председателем исполнительного комитета городского Совета депутатов трудящихся города Томск-7 (Северск).
В 1965 году окончил заочную Высшую партийную школу при ЦК КПСС (ВПШ).
В 1966 году избран первым секретарём горкома КПСС города Томск-7 (Северск). С 1970 по 1973 годы — заведующий отделом строительства Томского обкома КПСС, затем, по инициативе Е. К. Лигачёва — секретарь (1973—1980) и второй секретарь Томского обкома КПСС (1980—1983).
С 29 апреля 1983 года, после ухода на повышение в ЦК КПСС Е. К. Лигачёва, А. Г. Мельников был избран первым секретарём Томского обкома КПСС.
С января 1986 года — заведующий отделом строительства ЦК КПСС. В 1988—1990 годах — первый секретарь Кемеровского обкома КПСС. В 1986—1990 годах являлся членом ЦК КПСС.
В 1990—1991 годах работал в аппарате ЦК КПСС. При создании в 1990 году Коммунистической партии РСФСР — секретарь ЦК КП РСФСР (курировал рабочее движение). С запретом КП РСФСР после событий августа 1991 года продолжал оставаться в коммунистическом движении. Один из инициаторов восстановительного съезда КП РСФСР (КПРФ) в феврале 1993. Являлся членом Оргкомитета ЦК КПСС и одним из инициаторов XXIX съезда КПСС. С 27 марта 1993 по 1 июля 1995 года — заместитель председателя Совета СКП-КПСС. Со 2 июля 1995 по 31 октября 1998 года и с 27 октября 2001 по 16 апреля 2005 года — заместитель председателя-секретарь Совета СКП-КПСС.
С 1991 по 1994 год генеральный директор Межведомственной хозяйственной ассоциации «Монолитстрой».
С 1994 по 1996 год председатель Совета Центрального муниципального коммерческого банка.
В 1996—1998 годах — на государственной службе, по личному приглашению министра РФ А. Г. Тулеева работал начальником Управления стратегии министерства РФ по сотрудничеству с государствами — участниками СНГ, советник министра РФ по делам СНГ.
С 2000 по 2002 — советник Государственного секретаря Союзного государства, директор Международного института интеграционной дипломатии при Центральном агентстве развития системных интеграционных инициатив Союзного государства. С 2002 — советник генерального директора Группы инженерных компаний «СИТЭС», город Москва.
Параллельно — президент Международной ассоциации делового сотрудничества.
Занимая руководящие должности в томском областном комитете партии, внёс определенный вклад в строительство городов Томска, Северска, Стрежевого, Кедрового. Уделял большое внимание развитию сельских районов, нефтяной и газовой промышленности, атомной, лесной отраслям томской экономики.
Избирался депутатом Томского областного Совета народных депутатов (1975-1986), депутатом Кемеровского областного Совета народных депутатов XX созыва, депутатом Совета Союза Верховного Совета СССР (1984-1989) от Томской области и депутатом Верховного Совета РСФСР (1980-1985), делегатом XXVI и XXVII съездов КПСС, XIX Всесоюзной конференции КПСС, Первого съезда Коммунистической партии РСФСР.
Был женат, имел двух дочерей, внука и трех внучек.
Урна с прахом А. Г. Мельникова замурована в колумбарии Ваганьковского кладбища.
При прощании с А. Г. Мельниковым 27.12.2011 в Томской области отмечали в некрологах:

В период работы А. Г. Мельникова в 1970—1986 гг. в руководстве Томской областью здесь были введены в эксплуатацию десятки новых производств. Он непосредственно занимался вопросами строительства магистрального нефтепровода Александровское — Томск — Анжеро-Судженск, железной дороги «Асино — Белый Яр», систем водоснабжения Томска из подземных источников и системой его дальнего теплоснабжения, ввод коммунального моста через реку Томь, современные предприятия пищевой и мясомолочной промышленности, животноводческие комплексы, социальные объекты. Александр Григорьевич уделял большое внимание развитию лесной и деревообрабатывающей промышленности, развитию города атомщиков Северска, работам по строительству газопровода «Нижневартовск — Томск — Кузбасс», развитию сельских районов. Одно из начинаний — принятие им решения о создании и поддержке движения МЖК в Томске и молодёжного строительства в Томской области. В период его руководства Томской областью объёмы капитальных вложений в экономике региона возросли почти в два раза.

Много сил А. Г. Мельников отдал развитию томского нефтегазового комплекса и геологии. Благодаря в том числе и его напору и энергии были успешно построены города Стрежевой и Кедровый, вахтовые посёлки, проложены магистральные нефтепроводы и газопроводы, автомобильные дороги, линии электропередач. При активном участии А. Мельникова в Томской области осуществлены крупные мероприятия по созданию объединений Томскнефть, Томскнефтегазгеология, Геофизический трест, УМНЦС, строительных организаций и базы стройиндустрии. Своим многолетним трудом он внёс значительный вклад в обеспечение стабильности, в устойчивое социально-экономическое развитие всего региона.

## Награды и почётные звания
- орден Трудового Красного Знамени (29.07.[источник не указан 2767 дней]1966)[1]
- орден Октябрьской Революции (25.04.[источник не указан 2767 дней]1971)[1]
- орден «Знак Почёта» (29.03.[источник не указан 2767 дней]1976)[1]
- орден Трудового Красного Знамени (02.03.[источник не указан 2767 дней]1981)[1]
- знак отличия «За заслуги перед Томской областью» (20.10.2010)[13]
- медаль «За трудовое отличие» (07.03.[источник не указан 2767 дней]1962)[1]
- юбилейная медаль «За доблестный труд. В ознаменование 100-летия со дня рождения В. И. Ленина» (1970)[1],
- медаль «За освоение недр и развитие нефтегазового комплекса Западной Сибири» (11.09.[источник не указан 2767 дней]1983)[1]
- Почётная Грамота Президиума Верховного Совета РСФСР (20.10.1980)[источник не указан 2767 дней]